# Extraliga (herrvolleyboll, Tjeckien)
Extraliga är den högsta serien i det tjeckiska seriesystemet i volleyboll och det som avgör vilket lag som blir tjeckiska mästare. Den näst högst serien är 1. Liga. Serien spelas höst-vår. Den inleds med seriespel, vilket följs av cupspel om titeln bland de bästa lagen. Den arrangeras av Český Volejbalový Svaz, det tjeckiska volleybollförbundet.

## Resultat per år[1]
| Säsong                  | Podium              | Podium              | Podium              |
| Mästare                 | Andra               | Tredje              |                     |
| ----------------------- | ------------------- | ------------------- | ------------------- |
| 1992-93 mer information | OK Odolena Voda     | PVK Olymp Praha     | Volejbal Brno       |
| 1993-94 mer information | OK Odolena Voda     | SKV Ústí nad Labem  | VK Dukla Liberec    |
| 1994-95 mer information | SKV Ústí nad Labem  | OK Odolena Voda     | Volejbal Brno       |
| 1995-96 mer information | OK Odolena Voda     | SKV Ústí nad Labem  | VK Dukla Liberec    |
| 1996-97 mer information | SKV Ústí nad Labem  | VK České Budějovice | OK Odolena Voda     |
| 1997-98 mer information | SKV Ústí nad Labem  | VK Dukla Liberec    | VK České Budějovice |
| 1998-99 mer information | VSK Zlín            | VK České Budějovice | VK Dukla Liberec    |
| 1999-00 mer information | VK České Budějovice | VK Dukla Liberec    | VSK Zlín            |
| 2000-01 mer information | VK Dukla Liberec    | VK České Budějovice | OK Odolena Voda     |
| 2001-02 mer information | VK České Budějovice | OK Odolena Voda     | VK Příbram          |
| 2002-03 mer information | VK Dukla Liberec    | OK Odolena Voda     | VK České Budějovice |
| 2003-04 mer information | OK Odolena Voda     | VK Dukla Liberec    | VK Opava            |
| 2004-05 mer information | Kladno volejbal     | VK Dukla Liberec    | VK České Budějovice |
| 2005-06 mer information | VK Ostrava          | Kladno volejbal     | VK Dukla Liberec    |
| 2006-07 mer information | VK České Budějovice | VK Dukla Liberec    | VK Opava            |
| 2007-08 mer information | VK České Budějovice | VK Ostrava          | Kladno volejbal     |
| 2008-09 mer information | VK České Budějovice | Kladno volejbal     | VK Ostrava          |
| 2009-10 mer information | Kladno volejbal     | VK Dukla Liberec    | VK České Budějovice |
| 2010-11 mer information | VK České Budějovice | VK Ostrava          | VSK Zlín            |
| 2011-12 mer information | VK České Budějovice | VK Dukla Liberec    | VK Příbram          |
| 2012-13 mer information | VK Ostrava          | VK České Budějovice | VK Příbram          |
| 2013-14 mer information | VK České Budějovice | VK Ostrava          | VSK Zlín            |
| 2014-15 mer information | VK Dukla Liberec    | VK České Budějovice | VK Karlovarsko      |
| 2015-16 mer information | VK Dukla Liberec    | Volejbal Brno       | VK České Budějovice |
| 2016-17 mer information | VK České Budějovice | Kladno volejbal     | VK Dukla Liberec    |
| 2017-18 mer information | VK Karlovarsko      | Kladno volejbal     | VK Dukla Liberec    |
| 2018-19 mer information | VK České Budějovice | VK Dukla Liberec    | VK Ostrava          |
| 2019-20 mer information | Ej utdelade         | Ej utdelade         | Ej utdelade         |
| 2020-21 mer information | VK Karlovarsko      | VK České Budějovice | VK Dukla Liberec    |
| 2021-22 mer information | VK Karlovarsko      | Lvi Praha           | VK České Budějovice |

## Resultat per klubb
| Lag                 | Antal titlar | Säsonger                                                                                 |
| ------------------- | ------------ | ---------------------------------------------------------------------------------------- |
| VK České Budějovice | 10           | 1999-00, 2001-02, 2006-07, 2007-08, 2008-09, 2010-11, 2011-12, 2013-14, 2016-17, 2018-19 |
| OK Odolena Voda     | 4            | 1992-93, 1993-94, 1995-96, 2003-04                                                       |
| VK Dukla Liberec    | 4            | 2000-01, 2002-03, 2014-15, 2015-16                                                       |
| SKV Ústí nad Labem  | 3            | 1994-95, 1996-97, 1997-98                                                                |
| VK Karlovarsko      | 3            | 2017-18, 2020–21, 2021-22                                                                |
| Kladno volejbal     | 2            | 2004-05, 2009-10                                                                         |
| VK Ostrava          | 2            | 2005-06, 2012-13                                                                         |
| VSK Zlín            | 1            | 1998-99                                                                                  |